# Ібн Ісхак
Абу Абд Аллах Мухаммад ібн Ісхак ібн Ясар аль-Мутталібі (араб. أَبُو عَبْدُ ٱلله مُحَمَّد ٱبْن إِسْحَاق ٱبْن يَسَار ٱلْمُطَّلِبيّ, трансліт. Abū ʿAbd Allāh Muḥammad ibn ʾIsḥāq ibn Yasār al-Muṭṭalibī; прибл. 704-766), також відомий просто як Ібн Ісхак — мусульманський історик і агіограф VIII століття. Ібн Ісхак зібрав усні перекази, які лягли в основу «Сіри» — біографії пророка Магомета, самої ранньої з тих, що дійшли до наших часів.

## Життя
Народився в Медині близько 85 року від хіджри (за ісламським календарем) (704 р. н. е.), його дідом був Ясар ібн Хіяр,— один із сорока християнських або єврейських хлопчиків, яких утримували в полоні, в монастирі в місті Айн аль-Тамр. Після одного з походів Халіда ібн аль-Валіда, Ясара було доставлено до Медіни та віддано в рабство до Кайса ібн Кусаї. Після навернення в іслам він отримав титул «мавла» (раба що отримав свободу), отримавши прізвище, або «нісбат», аль-Мутталібі. Три його сини, Муса, Абд аль-Рахман та Ісхак, були передавачами «ахбара», тобто збирали та переказували письмові та усні свідчення минулого. Ісхак одружився з дочкою іншого мавла, і від цього шлюбу народився Ібн Ісхак.
Жодних фактів про молодість Ібн Ісхака не лишилось, але ймовірно, що він дотримувався сімейної традиції передачі раннього ахбара (переказів, переданих зі слів імамів) та хадисів. На нього вплинула праця ібн Шихаба аз-Зухрі, одного із перших письмових фіксаторів переказів про життя пророка Магомета, який хвалив молодого Ібн Ісхака за його знання історій про військові експедиції. Приблизно у віці 30 років Ібн Ісхак прибув до Александрії, де навчався під керівництвом Язіда ібн Абі Хабіба. Також Ібн Ісхак зустрічався з молодим Маліком ібн Анасом, відомим завдяки Малікійській школі фікгу — кодексу правил життя мусульманина. Залишивши Медіну, він попрямував на схід до Іраку, зупиняючись у Куфі, також провінції аль-Джазіра, і мандрував аж до Рея в Ірані, перш ніж повернутися. Зрештою він оселився в Багдаді, де нова династія Аббасидів засновувала свою столицю, скинувши династію Омейядів.
Переїхавши до столиці Ібн Ісхак знайшов покровителів серед династії, яка встановлювала новий режим. Він став наставником у аббасидського халіфа Аль-Мансура, який доручив йому написати всеосяжну історичну книгу, починаючи від Адама і до поточних днів, відому як «аль-Мубтадаʾ ва аль-Бас ва аль-Маґазі». (буквально «Самий початок, місія [Мухаммеда] та експедиції»). Вона зберігалась в придворній бібліотеці Багдада. Частина цієї праці містить Сіру — біографію пророка Магомета, а решта колись вважалася втраченою працею, але значні її фрагменти збереглися.
Ібн Ісхак помер у Багдаді в 150 році від хіджри (755 н.е).

## Біографія Мухаммеда

### Оригінальні версії
ЫІбн Ісхак збирав усні перекази про життя ісламського пророка Магомеда. Ці перекази, які він усно продиктував своїм учням, тепер відомі під загальною назвою «Сіра» чи «Життя Посланника Божого» (араб. سيرة رسول الله, Сірату Расулі л-Лах) і збереглися в основному в наступних джерелах:
- Відредагована копія його праці, зроблена його учнем Аль-Баккаї, яка була додатково відредагована Ібн Хішамом. Робота Аль-Баккаї була втрачена, і збереглася лише робота Ібн Хішама в копіях.[17] Ібн Хішам вилучив зі своєї праці «речі, які ганебно обговорювати; питання, які можуть засмучувати певних людей; і такі звіти, як сказав мені аль-Баккаї, він не міг визнати заслуговуючими довіри».[18]
- Відредагована копія, підготовлена його учнем Саламахом ібн Фадлом аль-Ансарі. Цей рукопис також зник і зберігся лише в численних уривках, які можна знайти в об'ємній «Історії пророків і царів» Мухаммада аль-Табарі.[17][19]
- Фрагменти кількох інших рецензій. Британський арабіст Гійом перераховує їх на сторінках своєї передмови, але вважає більшість із них настільки фрагментарними, що не мають великої цінності.

За словами історика Фреда Доннера, матеріал у Ібн Хішама та у Мухаммада аль-Табарі «практично однаковий». Проте у аль-Табарі можна знайти деякі матеріали, які не зберіг Ібн Хішам. Наприклад, аль-Табарі включає суперечливий епізод із Сатанинських віршів, а ібн Хішам — ні.
Після публікації раніше невідомих фрагментів творів Ібн Ісхака, нещодавні наукові дослідження свідчать про те, що Ібн Ісхак не зафіксував жодної з традицій, що нині існують, у письмовому вигляді, а вони були передані усно його. Ці нові тексти, знайдені в розповідях Салами аль-Харрані та Юнуса ібн Букайра, досі були невідомі та містять версії, відмінні від тих, що містяться в інших роботах.

#### Реконструкція тексту Гійомом
Оригінальний текст Sīrat Rasūl Allāh Ібн Ісхака не зберігся. Проте більшу частину оригінального тексту Ібн Хішам скопіював у власний твір.
Ібн Хішам також «скоротив, анотував і іноді змінив» текст Ібн Ісхака. Вважається, що інтерполяції, зроблені Ібн Хішамом, можна розпізнати і їх можна видалити, залишивши як залишок відредаговану версію оригінального тексту Ібн Ісхака. Крім того, Гійом вказує на те, що версія Ібн Хішама пропускає різні розповіді в тексті, наведені аль-Табарі в його Історії. У цих уривках аль-Табарі чітко цитує Ібн Ісхака як джерело.
Таким чином можна реконструювати «покращений» чи «відредагований» текст, тобто шляхом виділення або видалення доповнень Ібн Хішама та додавання уривків з аль-Табарі, які приписуються Ібн Ісхаку. Проте про ступінь наближення результату до оригінального тексту Ібн Ісхака можна лише припускати. Така реконструкція є, наприклад, у перекладі Гійома. Тут Ібн Ісхак у вступних розділах описує доісламську Аравію, перш ніж він розпочне розповіді про життя Мухаммеда (у Guillaume на pp. 109–690).

### Рецепція
Відомі вчені, як-от юрист Ахмад ібн Ханбал, високо оцінили його зусилля, незважаючи на застереження у питаннях фікгу. Ібн Ісхак також вплинув на пізніших авторів, таких як Ібн Хішам та Ібн Сайїд ан-Нас. Інші вчені, наприклад Ібн Кайїм Аль-Джавзійя, використовували його хронологічний порядок подій.
Найбільш широко обговорюваною критикою була критика його сучасника Маліка ібн Анаса. Малік відкидав розповіді про Мухаммада та євреїв Медіни на тій підставі, що вони були взяті виключно на основі розповідей синів навернених євреїв. Пізніше ібн Хаджар аль-Аскалані назвав ці оповідання «дивними оповіданнями» (gharāʾib). Крім того, ранні літературні критики, такі як ібн Саллам аль-Джумахі та ібн аль-Надім, засуджували ібн Ісхака за свідоме включення підроблених віршів у його біографію та за приписування віршів особам, про яких невідомо, що вони писали вірші. Історик 14-го століття аль-Захабі, зазначив, що на додаток до підробленої поезії, Ібн Ісхак має розірваний ланцюг в оповідях і покладається на слова ненадійних оповідачів.
Ґійом помічає, що Ібн Ісхак часто використовує кілька виразів, щоб передати свій скептицизм або обережність. Окрім частого зауваження, що лише Бог знає, чи є певне твердження істинним чи ні, Гійом припускає, що Ібн Ісхак навмисно замінює звичайний термін «ḥaddathanī» (він розповів мені) словом підозри «zaʿama» («він стверджував»), щоб показати свій скептицизм щодо певних традицій.
Майкл Кук скаржиться на те, що порівняння Ібн Ісхака з пізнішим коментатором Аль-Вакіді, який базувався на Ібн Ісхаку, але додав багато яскравих, але вигаданих деталей, показує, наскільки усна історія може бути забруднена вигадкою оповідачів (qussa). «Ми бачили, чого може досягти півстоліття розповідей між Ібн Ісхаком і аль-Вакіді, у той час, коли ми знаємо, що багато матеріалу вже було написано. До чого ті самі процеси могли призвести століття до того як записувати почав Ібн Ісхак — це те, про що ми можемо лише здогадуватися».
Друга ревізіоністка Патрісія Кроун скаржиться, що оповіді Ібн Ісхака сповнені «суперечностей, плутанини, невідповідностей і аномалій» і написані «не онуком, а правнуком покоління Пророка», і що він написаний з точки зору улемів і Аббасидів, щоб «ми ніколи не дізналися… як халіфи Омейядів пам'ятали свого пророка».

### Переклади
У 1864 році гейдельберзький професор Густав Вайль видав коментований німецький переклад у двох томах. Кілька десятиліть потому угорський учений Едвард Рехацек підготував англійський переклад, але він був опублікований лише через півстоліття.
Найвідомішим перекладом західною мовою є англійський переклад Альфреда Гійома 1955 року, але є сумніви в надійності цього перекладу.
 У ньому Ґійом об'єднав Ібн Хішама та ті матеріали в аль-Табарі, які цитувалися як Ібн Ісхака, коли вони відрізнялися або доповнювали Ібн Хішама, вважаючи, що таким чином він відновлює втрачену роботу. Уривки з аль-Табарі чітко позначені, хоча іноді їх важко відрізнити від основного тексту (використовується лише велика буква «Т»).

## Достовірність його хадисів
У хадисознавстві хадиси Ібн Ісхака зазвичай вважаються «хорошими» (ḥasan) (припускаючи точний і надійний ланцюг передачі), а він сам має репутацію «щирий» або «надійний» (ṣadūq). Однак загальний аналіз дав йому негативну відзнаку як мудалліса, тобто того, хто не називав свого вчителя, стверджуючи, що натомість розповідає безпосередньо від вчителя свого вчителя.
Інші, як Ахмад ібн Ханбал, відкидали його перекази з усіх питань, пов'язаних з фікхом — кодексом поведінки мусульман. Аз-Захабі дійшов висновку, що обґрунтованість його переказів щодо хадисів є високою, за винятком хадисів, де він є єдиним передавцем, який, ймовірно, слід вважати мункаром. Він додав, що деякі імами згадували його, в тому числі Муслім ібн аль-Хаджжадж, який процитував п'ять хадисів Ібн Ісхака у своєму Сахіху.

### Першоджерела
- Альфред Гійом, Життя Мухаммеда. Переклад «Сірат Расул Аллах» Ісхака зі вступом [стор. xiii–xliii] та примітки (Оксфордський університет, 1955), xlvii + 815 сторінок. Арабським текстом, використаним Гійомом, було каїрське видання 1355/1937 років Мустафи аль-Сакка, Ібрагіма аль-Абіарі та Абдул-Хафіза Шалабі, а також іншого, Ф. Вустенфельда (Геттінген, 1858—1860). «Примітки» Ібн Хашама подано на сторінках 691–798. цифрове сканування
- Gustav Weil, Das Leben Mohammed's nach Mohammed Ibn Ishak, bearbeitet von Abd el-Malik Ibn Hischam (Штутгарт: JB Metzler'schen Buchhandlung, 1864), 2 обсяги. Sirah Rasul Allah перекладено німецькою мовою з анотаціями. цифрове видання
- Ібн Ісхак, Життя Мухаммеда. Апостол Аллаха (Лондон: The Folio Society, 1964), 177 сторінки. З перекладу Едварда Рехацека (Угорщина 1819 — Мумбаї [Бомбей] 1891), скорочено та введено [на стор. 5–13] Майкла Едвардса. Рехацек завершив свій переклад; у 1898 році Ф. Ф. Арбутнот передав його Королівському азіатському товариству в Лондоні.

### Вторинні джерела
- Donner, Fred McGraw (1998). Narratives of Islamic origins: the beginnings of Islamic historical writing. Darwin Press. ISBN 978-0-87850-127-4.
- Robinson, Chase, Islamic Historiography, Cambridge University Press, 2003, ISBN 0-521-58813-8
- 'Arafat, W. (1 січня 1958). Early Critics of the Authenticity of the Poetry of the "Sīra". Bulletin of the School of Oriental and African Studies, University of London. 21 (1/3): 453—463. doi:10.1017/s0041977x00060110. ISSN 0041-977X. JSTOR 610611.

## Інші роботи
Ібн Ісхак написав кілька творів. Його основною працею є al-Mubtadaʾ wa al-Baʿth wa al-Maghāzī — Kitab al-Mubtada і Kitab al-Mab'ath збереглися частково, зокрема al-Mab'ath, і al-Mubtada в іншому випадку у значних фрагментах. Йому також приписують втрачені праці Kitāb al-kh̲ulafāʾ, які аль-Умавві пов'язав з ним (Фіхріст, 92; Udabāʾ, VI, 401) і книгу Сунан (Ḥād̲j̲d̲j̲ī Ḵh̲alīfa, II, 1008).